# Verbes mixtes (allemand)
Les verbes mixtes sont aussi appelés verbes faibles irréguliers.

## Description
Comme les verbes forts en allemand, le radical du verbe subit une altération vocalique (un changement de voyelle) au prétérit et au temps du Parfait, mais les terminaisons de la conjugaison sont les mêmes que pour les verbes faibles.
Ainsi, le verbe "nennen" (nommer) a pour radical : "nenn-". Ce radical subit un changement de voyelle aux temps du passé : "nenn-" devient "nann-".
Tous ces verbes modifient au passé leur voyelle de radical en "a".

## Particularités

### verbe "denken"
- Le verbe "denken" (penser) subit aussi une modification de consonne : le radical "denk-" devient "dach-"
denkenPrétérit : ich dachte - Participe II : ich habe gedacht

### verbes "senden" et "wenden"
- Les verbes "senden" et "wenden" peuvent apparaître au prétérit et au participe II dans la forme mixte (send- → sand-, wend- → wand-) ou la forme faible :
sendenPrétérit : ich sandte / ich sendete - Participe II : ich habe gesandt / ich habe gesendet
wendenPrétérit : ich wandte / ich wendete - Participe II : ich habe gewandt / ich habe gewendet

## Tableau desverbesmixtes enallemand
Le temps du parfait indiqué dans le tableau ci-dessous se construit comme le passé composé du français, mais sa signification correspond plutôt à celle de l'imparfait (action régulière passée, ou action en cours quand on veut parler de l'interruption de celle-ci).
Le temps du prétérit est un temps du passé comparable au passé simple du français, ou, pour sa signification seulement, au passé composé (action ponctuelle terminée, ou action qui vient en interrompre une autre).
| INFINITIF                                                 | PRÉSENT | PRÉTÉRIT | PARFAIT | FRANÇAIS                                                                                   |
| brennen bringen denken kennen nennen rennen senden wenden | ich brenne, du brennst ich bringe, du bringst ich denke, du denkst ich kenne, du kennst ich nenne, du nennst ich renne, du rennst ich sende, du sendest ich wende, du wendest | ich brannte, du branntest ich brachte, du brachtest ich dachte, du dachtest ich kannte, du kanntest ich nannte, du nanntest ich rannte, du ranntest ich sandte, du sandtest ich wandte, du wandtest | er hat gebrannt er hat gebracht er hat gedacht er hat gekannt er hat genannt er ist gerannt er hat gesandt er hat gewandt | brûler apporter, amener penser connaître nommer, appeler courir envoyer un message tourner |

## Exemples deconjugaisonauprétérit

### kennen (connaître)
- ich kannte
- du kannst
- er, sie, es kannt
- wir kannten
- ihr kanntet
- sie kannten
- Sie kannten (vouvoiement)

### denken (penser)
- ich dachte
- du dachtest
- er, sie, es dachte
- wir dachten
- ihr dachtet
- sie dachten
- Sie dachten (vouvoiement)